# Sinopanax
Sinopanax là chi thực vật có hoa trong họ Araliaceae.